# Oedipina
Oedipina és un gènere d'amfibis de la família Plethodontidae. La seva àrea de distribució s'estén des de Mèxic fins a Equador.

## Taxonomia
- Oedipina alfaroi Dunn, 1921.
- Oedipina alleni Taylor, 1954.
- Oedipina altura Brami, 1968.
- Oedipina carablanca Brami, 1968.
- Oedipina collaris (Stejneger, 1907).
- Oedipina complex (Dunn, 1924).
- Oedipina cyclocauda Taylor, 1952.
- Oedipina elongata (Schmidt, 1936).
- Oedipina gephyra McCranie, Wilson i Williams, 1993.
- Oedipina gracilis Taylor, 1952.
- Oedipina grandis Brami et Duellman, 1970.
- Oedipina ignea Stuart, 1952.
- Oedipina maritima García-París i Wake, 2000.
- Oedipina pacificensis Taylor, 1952.
- Oedipina parvipes (Peters, 1879).
- Oedipina paucidentata Brami, 1968.
- Oedipina poelzi Brami, 1963.
- Oedipina pseudouniformis Brami, 1968.
- Oedipina savagei García-París i Wake, 2000.
- Oedipina stenopodia Brodie i Campbell, 1993.
- Oedipina stuarti Brami, 1968.
- Oedipina taylori Stuart, 1952.
- Oedipina uniformis Keferstein, 1868.